# Vlag van Wilck en Wiericke

Vlag van Wilck en Wiericke
(1999-2005)

De vlag van Wilck en Wiericke is op 21 april 1999 vastgesteld als de vlag van het waterschap Wilck en Wiericke. De vlag kan als volgt worden beschreven:
Vier even hoge banen van wit en blauw, met in het midden van de eerste baan een rode zespuntige ster en in het midden van de derde baan een rode achtpuntige ster.
De blauwe banen symboliseren de rivieren Wilck en Dubbele Wiericke. De zespuntige ster is ontleend aan het wapen van de familie Van Matenesse; hij kwam ook voor in het wapen van Noordwoude, en vertegenwoordigt hier het westelijke deel van Meer en Woude, terwijl de achtpuntige ster, die op verschillende wapens rond Alphen aan den Rijn voorkomt, het oostelijke deel van De Gouwelanden vertegenwoordigt.
Het ontwerp was van Hoge Raad van Adel. De vlag toont hetzelfde beeld als het wapen.
Vanaf 2005 is de vlag niet langer als de vlag van deze waterschap in gebruik omdat het waterschap Wilck en Wiericke in het nieuwe Hoogheemraadschap van Rijnland op is gegaan.

## Verwante afbeeldingen

Wapen van Wilck en Wiericke

Aa en Maas · Amstel, Gooi en Vecht · Brabantse Delta · Delfland · De Dommel · Drents Overijsselse Delta · Fryslân · Hollands Noorderkwartier · Hollandse Delta · Hunze en Aa's · Limburg · Noorderzijlvest · Rijn en IJssel · Rijnland · Rivierenland · Scheldestromen · Schieland en de Krimpenerwaard · De Stichtse Rijnlanden · Vallei en Veluwe · Vechtstromen · Zuiderzeeland
Voormalige waterschappen: 
De Aa · De Aarlanden · Alblasserwaard en de Vijfheerenlanden · De Alm · Amelander Grieën · Amstel- en Gooiland · Amstelland · Boarn en Klif · De Bovenvecht · Drentse Aa · Duurswold · Eemszijlvest · Goeree-Overflakkee · Gouwelanden · Groot Maas en Waal · Groot-Haarlemmermeer · Groot-Waterschap van Woerden · Groote Waard · Haarlemmermeerpolder · Hulster Ambacht · IJsselmonde · Krimpenerwaard · Land van Heusden en Altena · Het Lange Rond · Lauwerswâlden · Leidse Rijn · Linge · De Maaskant · Het Maasterras · Mark en Dintel · Marne-Middelsee · Meer en Woude · De Middelsékrite · De Nederwaard · Noord-Beveland · Noord- en Zuid-Beveland · Noord-Limburg · Noord-Veluwe · Noordhollands Noorderkwartier · Noordoostpolder · Noordwoude · Oldambt · Oude IJssel · De Overwaard · De Proosdijlanden · Purmer · Regge en Dinkel · De Runde · Salland · Schermer · Schieland · De Schipbeek · Schouwen-Duiveland · Sevenwolden · De Stellingwerven · Tholen · Tusken Waed en Ie · Uitwaterende Sluizen in Kennemerland en West-Friesland · De Vechtlanden · De Vier Noorder Koggen · Het Vrije van Sluis · De Waadkant · Walcheren · Waterland · De Waterlanden · Westergo's IJsselmeerdijken · Westerkwartier · Westfriesland · Wilck en Wiericke · Wilhelminapolder · Zuiveringschap Limburg